# 西河南ジャンクション
西河南ジャンクション（ソハナムジャンクション）は大韓民国京畿道河南市にある世宗抱川高速道路（29号線）と首都圏第一循環高速道路（100号線）を結ぶジャンクションである。

## 接続する路線

### 安城・抱川方面
- 世宗抱川高速道路（20番）

### 板橋・九里方面
- 首都圏第一循環高速道路（4-1番）

## 隣
世宗抱川高速道路
- (19) 広南IC - (20) 西河南JCT - 河南甘北料金所 - (21) 草二IC

首都圏第一循環高速道路
- (4) 西河南IC - (4-1) 西河南JCT - 西河南SA（板橋方向のみ） - (5) 河南JCT